# RV Cirolana
Le RV Cirolana (RV en anglais : Research Vessel) était un navire océanographique halieutique utilisé par le Centre britannique des sciences de l'environnement, des pêches et de l'aquaculture (Cefas) et construit à l’origine pour le Ministère de l'Agriculture, de la Pêche et de l'Alimentation (Royaume-Uni). Il était initialement destiné à remplacer le RV Ernest Holt opérant dans les eaux arctiques autour de l'île aux Ours (Norvège) et de l'Islande, mais après la guerre de la morue,il a passé la majeure partie de sa vie professionnelle à mener des enquêtes de pêche dans la mer du Nord, la mer d'Irlande et la Manche. Au cours de la première partie de sa carrière, Le RV Cirolana était basé dans le port de pêche de Grimsby, mais après que les travaux de dragage de ponts et de canaux aient amélioré la profondeur, il a été jugé acceptable de l’amener à Lowestoft.

## Historique
Il a été construit en 1969 par Ferguson Marine Engineering (en) et livré en 1970. Il a été mis hors service vers 2003 et remplacé par le RV Cefas Endeavour.
Ses moteurs étaient anti-vibrations, reposant sur de nombreux amortisseurs pneumatiques. Il avait des moteurs de propulsion électriques principaux qui alimentaient les hélices. Tous les accessoires auxiliaires ont également été amortis à l’aide de supports antivibratoires. Tous ces amortissements visaient à réduire le bruit et les vibrations dans la superstructure afin de permettre de mener des enquêtes acoustiques sur les populations de poissons.
Le vendredi 24 juin 1977, RV Cirolana a participé à la Revue de la flotte du jubilé d'argent de la Reine à Spithead dans le Solent.

## Service en tant que navire de recherche sur la pêche
Le RV Cirolana a été le principal navire de recherche halieutique utilisé par le ministère de l’Agriculture, des Pêcheries et de l’Alimentation du Royaume-Uni de 1970 à 2003. Il a été largement utilisé pour les enquêtes sur les stocks de poisson et les enquêtes océanographiques.
Au début des années 1970, il a mené des enquêtes approfondies au Groenland, en Islande et aux îles Féroé, ainsi que plusieurs voyages dans la mer du Labrador. En 1973-1943, il a effectué des levés en eau profonde jusqu'à 1 200 m de profondeur le long du talus continental atlantique à l'ouest des îles Britanniques et sur des berges plus éloignées de l'Atlantique (Rockall, Hatton, Rosemary Bank et Bill Bailey's).
En 1999, puis à nouveau en 2000, il a redécouvert une épave post-médiévale. L'épave a été découverte pour la première fois en juillet 1945 et mesurait 84 m de long .

## Navires
| - RV Huxley (1899-1902) - SY Hildegarde et SY Hiawatha (1912–1914) - SS Joseph & Sarah Miles (1920–1922) - RV George Bligh (1921–1939) - RV Onaway (1930–1960) - RV Platessa (1946–1967) - RV Ernest Holt (1946–1971) | - RV Sir Lancelot (1947–1960 - RV Tellina (1960–1981) - RV Clione (1961–1988) - RV Corella (1967–1983) - RV Corystes (1988–2003) - RV Cefas Endeavour (2003–present) |

### Note et référence
1. ↑  Silver Jubilee Fleet Review
2. ↑  Epave retrouvée par le RV Cirolana

- (en) Cet article est partiellement ou en totalité issu de l’article de Wikipédia en anglais intitulé « RV Cirolana » (voir la liste des auteurs).